# Elezioni presidenziali in Messico del 2018
Le elezioni presidenziali in Messico del 2018 si sono tenute il 1º luglio, contestualmente con quelle parlamentari e a molte elezioni locali.
I cittadini messicani sono stati chiamati ad eleggere il nuovo Presidente della Repubblica, che resterà in carica per il periodo 2018-2024. 

## Contesto

### Criteri per la candidatura
Ognuno dei nove partiti politici nazionali iscritti al registro dell'Istitituto Nazionale Elettorale (MORENA,  PT,  PES,  PAN,  PRD,  MC,  PRI, PVEM, PANAL) aveva diritto a esprimere una candidatura per la presidenza.
Sono ammesse le candidature di chi, non essendo sostenuto da alcun partito, abbia raccolto un numero di firme pari ad almeno l'1% del corpo elettorale (corrispondente e 866.593 elettori), in almeno 17 Stati messicani.
Le candidature ammesse sono state cinque: Andrés Manuel López Obrador, Ricardo Anaya Cortés, José Antonio Meade Kuribreña, Jaime Rodríguez Calderón e Margarita Zavala; quest'ultima si è successivamente ritirata.
Sulla scheda elettorale, ogni contrassegno è affiancato dal nominativo del candidato alla carica di presidente; più partiti possono inoltre indicare unostesso candidato presidente, formando una coalizione.

### Dibattiti televisivi
In occasione delle elezioni presidenziali l'Istituto Nazionale Elettorale ha organizzato 3 dibattiti, trasmessi sulla maggior parte dei canali televisivi e dei social networks.
Al primo hanno preso parte tutti i cinque candidati; successivamente Margarita Zavala ha ritirato la propria candidatura.
| Data           | Luogo             | Temi |
| -------------- | ----------------- | --- |
| 22 aprile 2018 | Città del Messico | Politica e governo: - Sicurezza pubblica e violenza - Lotta alla corruzione e impunità - Democrazia, pluralismo e gruppi in situazione di vulnerabilità          |
| 20 maggio 2018 | Tijuana           | Messico nel Mondo: - Commercio estero e investimenti - Sicurezza delle frontiere e lotta al crimine transnazionale - Diritti dei migranti                        |
| 12 giugno 2018 | Mérida            | Economia e sviluppo: - Sviluppo economico - Povertà e disuguaglianza - Educazione - Scienza e tecnologia - Sanità - Sviluppo sostenibile e cambiamento climatico |

## Risultati
| Andrés Manuel López Obrador  | Insieme faremo la storia (Morena - PT - PES) | 30 113 483 | 54,71 |  |  |  |  |  |
| Ricardo Anaya                | Per il Messico al Fronte (PAN - PRD - MC)    | 12 610 120 | 22,91 |  |  |  |  |  |
| José Antonio Meade Kuribreña | Tutti per il Messico (PRI - PVEM - PANAL)    | 9 289 853  | 16,88 |  |  |  |  |  |
| Jaime Rodríguez Calderón     | Indipendente                                 | 2 961 732  | 5,38  |  |  |  |  |  |
| Margarita Zavala             | Indipendente                                 | 32 743     | 0,06  |  |  |  |  |  |
| Candidati non registrati     | -                                            | 31 982     | 0,06  |  |  |  |  |  |
| Totale                       | Totale                                       | 55 039 913 | 100   |  |  |  |  |  |
|                              |                                              |            |       |  |  |  |  |  |
| Voti non validi              | Voti non validi                              | 1 571 114  | 2,78  |  |  |  |  |  |
| Votanti                      | Votanti                                      | 56 611 027 | 63,43 |  |  |  |  |  |
| Elettori                     | Elettori                                     | 89 250 881 |       |  |  |  |  |  |